# Brun fransgaffelslända
Brun fransgaffelslända (Elipsocus moebiusi) är en insektsart som beskrevs av Tetens 1891. Brun fransgaffelslända ingår i släktet Elipsocus och familjen fransgaffelstövsländor. Arten är reproducerande i Sverige. Inga underarter finns listade i Catalogue of Life.